# Lijst van charismatische kerken in India
Deze lijst is een lijst van charismatische kerkgenootschapen in India.
- Association of Vineyard Churches
- Bible Brethren Fellowship
- Blessing Youth Mission
- Christian Fellowship Centre
- Eternal Light Ministries
- Fellowship of Evangelical Friends
- Fellowship of Gospel Churches
- Gospel Echoing Missionary Society
- Native Missionary Movement
- New Life Churches
- Orissa Missionary Movement
- Prince of Peace Church
- Tamil Christian Fellowship